# المتحف اليهودي ومركز التسامح
افتتح المتحف اليهودي ومركز التسامح في موسكو بتاريخ 8 نوفمبر 2012، ويعتقد أنه أكبر متحف يهودي في العالم. تقدر تكلفة بناء المتحف بمبلغ 50 مليون دولار. تبرع فلاديمير بوتين شخصيا لمدة شهر واحد من راتبه من أجل بناء المتحف.
المتحف مخصص للثقافة اليهودية والتقاليد الدينية، وتاريخ الحياة وإعادة توطين اليهود، وتاريخ اليهود في روسيا. يقع في مبنى مرآب باختميفسكي السابق، في مارينا روششا، في شمال شرق موسكو.